# Estadio Sharjah
El Estadio Sharjah (en árabe: استاد الشارقة‎) es un estadio de fútbol localizado en la ciudad de Sharjah, Emiratos Árabes Unidos. El estadio inaugurado en 1966 posee una capacidad para 11 000 personas, es utilizado por el Sharjah Football Club que juega en la Liga Profesional de Fútbol Emirati.
El estadio fue elegido una de las ocho sedes que albergaron la Copa Asiática 2019.

## Eventos de fútbol

### Copa Asiática 2019
- El estadio albergó seis partidos de la Copa Asiática 2019.
| Fecha               | Selección #1 | Resultado | Selección #2    | Ronda            | Espectadores |
| ------------------- | ------------ | --------- | --------------- | ---------------- | ------------ |
| 6 de enero de 2019  | Siria        | 0 - 0     | Palestina       | Grupo B          | 8471         |
| 9 de enero de 2019  | Uzbekistán   | 2 - 1     | Omán            | Grupo F          | 9424         |
| 12 de enero de 2019 | Yemen        | 0 - 3     | Irak            | Grupo D          | 9757         |
| 14 de enero de 2019 | India        | 0 - 1     | Baréin          | Grupo A          | 11 417       |
| 17 de enero de 2019 | Líbano       | 4 - 1     | Corea del Norte | Grupo E          | 4332         |
| 21 de enero de 2019 | Japón        | 1 - 0     | Arabia Saudita  | Octavos de final | 6832         |